# Staszówek
Staszówek – część miasta Staszów w woj. świętokrzyskim, w powiecie staszowskim. Rozpościera się w rejonie ulicy Krakowskiej, na południe od centrum miasta. Do 1924 roku samodzielna miejscowość.

## Historia
Staszówek to dawna kolonia. W latach 1867–1924 należał do gminy Rytwiany w powiecie sandomierskim, początkowo w guberni radomskiej, a od 1919 w woj. kieleckim. 1 stycznia 1925 Staszówek wyłączono z gminy Rytwiany, włączając go do Staszowa.